# Tetrastichus rasnitsyni
Tetrastichus rasnitsyni är en stekelart som beskrevs av Kostjukov 2001. Tetrastichus rasnitsyni ingår i släktet Tetrastichus och familjen finglanssteklar. Inga underarter finns listade i Catalogue of Life.